# Spalding (empresa)
Spalding es una empresa de artículos deportivos estadounidense fundada por Albert Spalding en Chicago, Illinois, en 1876 y ahora con sede en Bowling Green, Kentucky. La compañía se especializa en la producción de balones para muchos deportes, pero es icónicamente conocida por sus balones de baloncesto. Spalding también fabrica gamas de productos para béisbol, fútbol, sóftbol, voleibol, fútbol americano, golf y tenis.

## Imágenes

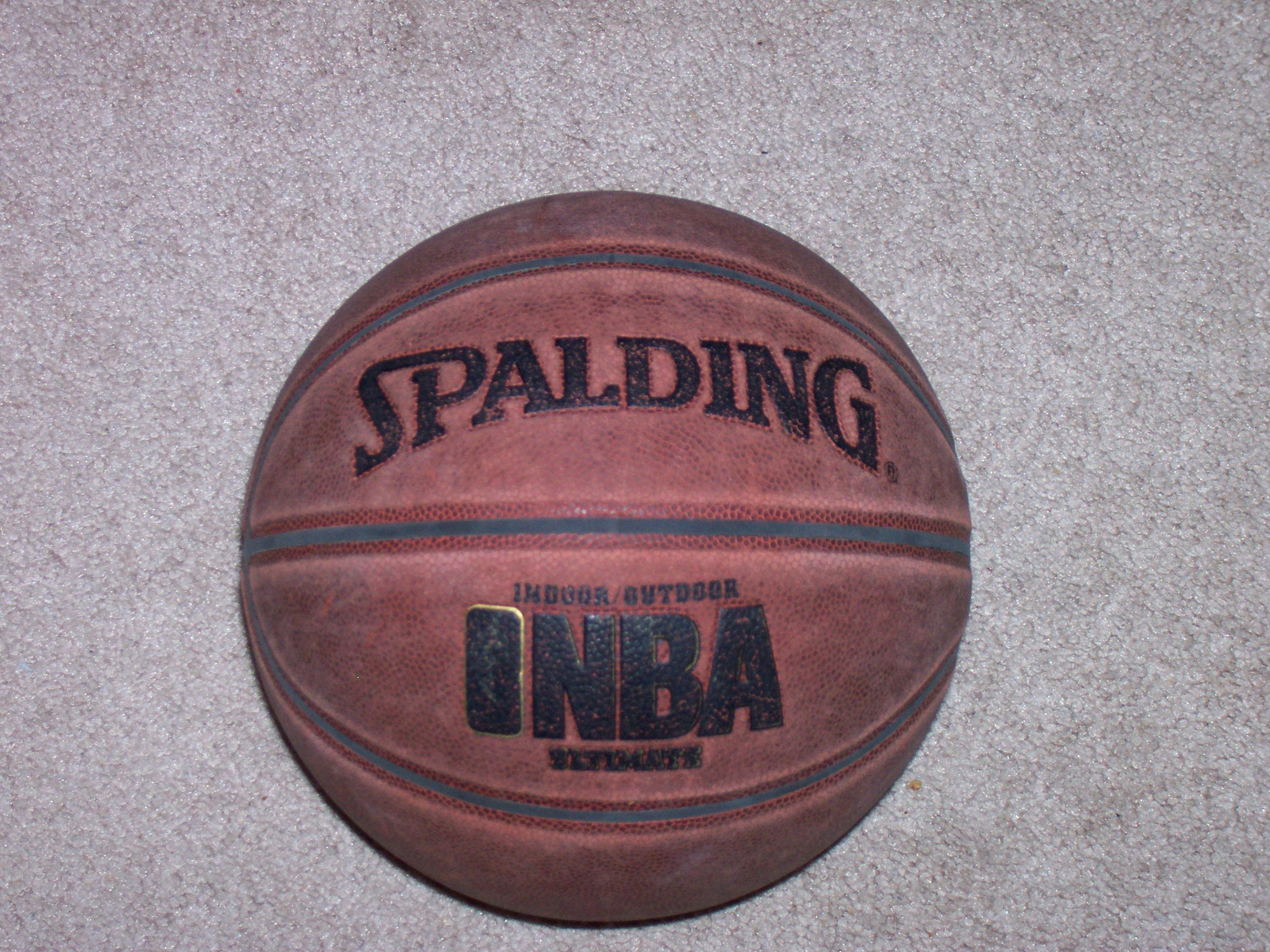
Balón clásico de baloncesto Spalding
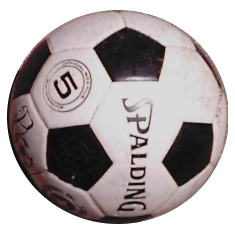
Balón de fútbol Spalding
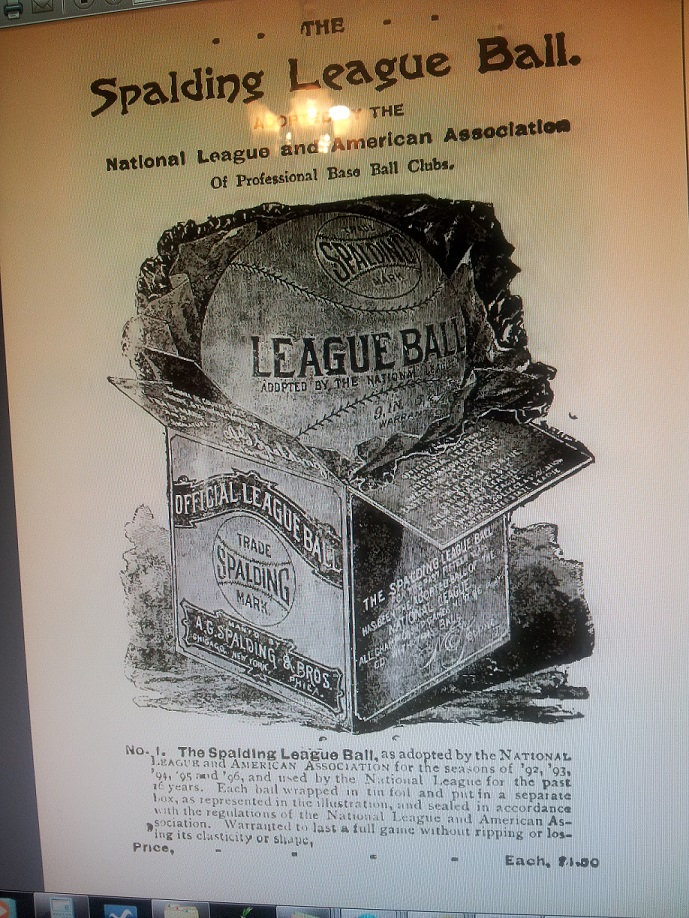
Anuncio de 1896